# Jocelyne Mavoungou
Jocelyne Edrige Mavoungou-Tsahout cũng chỉ đơn giản gọi là Jocelyne Mavoungou (sinh 22 tháng 9 năm 1986) là một cầu thủ bóng ném nữ Congo người chơi ở vị trí tiền vệ cánh cho đội tuyển quốc gia Congo. Cô hiện đang chơi cho đội bóng ném Le Havre AC trong Giải vô địch bóng ném nữ Pháp.

## Sự nghiệp
Jocelyne Mavoungou xuất hiện trong câu lạc bộ đầu tiên của cô cho đội bóng ném Pháp, Cercle Dijon Bourgogne năm 2008 và đại diện cho đội bóng cho đến năm 2014 trong Giải vô địch bóng ném nữ Pháp. Cô đã có một thời gian ngắn với Cergy-Pontoise từ 2014-2015.
Cô đại diện cho Congo tại Giải vô địch bóng ném nữ châu Phi 2014 và là một phần của đội tuyển đứng thứ năm trong giải đấu trong số 8 đội. Jocelyne cũng là thành viên của đội tuyển quốc gia đảm bảo vị trí thứ tư tại Giải vô địch bóng ném nữ châu Phi 2016.